# استقلال تحریریه
استقلال تحریریه (انگلیسی: Editorial independence) عبارت است از آزادی سردبیران در تحریریه نشریات برای تصمیم‌گیری بدون دخالت صاحبان یک نشریه.
استقلال تحریریه مقوله‌ای است که پیش‌تر آزمایش شده‌است، نمونه بارز آن روزنامه‌ای است که ممکن است مقالات منفور یا غیر همسنگ در خصوص مشتریان تبلیغاتی خود داشته باشد.

## اهمیت
استقلال تحریریه از اوایل قرن بیستم در کشورهای غربی، طرف توجه انجمن‌ها و اتحادیه‌های شغلی قرار گرفته است. در دهه‌های اخیر، برخی از سازمان های بین المللی و منطقه ای، مانند «یونسکو»، «شورای اروپا» و «اتحادیه اروپایی»، برای تحقق «استقلال تحریریه ای» روزنامه نگاران، کوشش های فراوانی کرده اند و در بسیاری از تصمیمات و مصوبات خود، بر ضرورت آن تأکید گذاشته اند.

## پیامدها
نبود رسانه‌های مستقل در کشورها، باعث پدید آمدن چند موضع شده است:
1. بایکوت شدن اخبار مربوط به فسادهای دولتی و حکومتی در آن کشور[۲]
2. استقبال مردم از رسانه های خبری غیر داخلی[۳]
3. ایجاد فضای ناامن و امنیتی در زمان های ملتهب خبری[۴]
4. ضعف مالی خبرگزاری ها و روزنامه های داخلی به واسطه عدم اطمینان مردم به اخبار آنان[۵]
5. ضعف عملکرد و ایجاد فضای غیر رقابتی در میان خبرگزاری های داخلی (انحصار)[۴]